# Alexandr Michajlovič Prochorov
Alexandr Michajlovič Prochorov (rusky: Алекса́ндр Миха́йлович Про́хоров; 11. července 1916 – 8. ledna 2002) byl sovětský fyzik ruského původu známý jako průkopník ve výzkumu laserů a maserů, za což v roce 1964 spolu s Charlesem Townesem a Nikolajem Basovem získal Nobelovu cenu za fyziku. V roce 1950 se stal členem Komunistické strany Sovětského svazu.

## Biografie
Narodil se v roce 1916 v Athertonu (Queensland) do rodiny ruských revolucionářů, kteří emigrovali z Ruska, aby unikli útisku ze strany carské vlády. V roce 1923 se po Říjnové revoluci vrátili zpět do Ruska. V roce 1934 začal Prochorov studovat fyziku na Petrohradské státní univerzitě, kde v roce 1939 absolvoval s vyznamenáním. Pak se přestěhoval do Moskvy a začal pracovat na Lebeděvově fyzikálním institutu. Zkoumal šíření radiových vln v ionosféře. V červnu 1941 se přidal k Rudé armádě. Během druhé světové války sloužil v pěchotě, dvakrát se zranil a dostal tři medaile. V roce 1944 z vojska odešel a vrátil se na Lebedědův institut, kde v roce 1946 získal titul kandidát fyzikálně-matematických věd a roku 1951 doktor fyzikálně-matematických věd.
V roce 1959 se stal profesorem na Moskevské státní univerzitě, nejprestižnější univerzitě v Sovětském svazu; v tomto roce také získal Leninovu cenu. O rok později se stal členem Ruské akademie věd. Prvním Leninovým řádem byl vyznamenán v roce 1967 (za život jich získal 5).
Od roku 1969 působil jako redaktor Velké sovětské encyklopedie. V roce 2000 získal Děmidovovu cenu. Roku 1971 byl zvolen členem Americké akademie věd. V letech 1982–1998 byl generálním ředitelem fyzikálního institutu sovětské, později ruské akademie věd.
V osmdesátých letech se podílel na elegantní neutralizaci jednoho likvidačního udání v tehdejší ČSAV.
S manželkou Galinou měl syna Kirilla, který se rovněž věnuje fyzice.

## Výzkum
V roce 1947 začal zkoumat radiaci vydávanou elektrony obíhajícími v synchrotronu (urychlovač částic). Ukázal, že radiace jsou většinou v rozsahu mikrovln. Okolo roku 1950 vytvořil skupinu mladých vědců, která začala zkoumat kvantovou elektroniku.
S Nikolajem Basovem vyvinuli molekulární oscilátor založený na amoniaku a také metody pro výrobu populační inverze použité u nehomogenních elektrických a magnetických polí. V roce 1955 začal Prochorov zkoumat elektronovou paramagnetickou rezonanci. Zaměřil se na relaxační časy atomů železa v mřížce oxidu hlinitého, zkoušel ovšem i další postupy.
V roce 1957 ho při zkoumání rubínu napadlo, že by mohl tento prvek použít jako aktivní prostředí laseru. V roce 1964 získal spolu s Nikolajem Basovem a Charlesem Townesem Nobelovu cenu za fyziku „za zásadní výzkum v oboru kvantové elektroniky, který vedl ke konstrukci oscilátorů a zesilovačů založených na principu maserů a laserů“.

## Knihy
- (anglicky)A. M. Prokhorov (Editor in Chief), J. M. Buzzi, P. Sprangle, K. Wille. Coherent Radiation Generation and Particle Acceleration, 1992, ISBN 0-88318-926-7. Research Trends in Physics series published by the American Institute of Physics Press (presently Springer, New York)
- (anglicky)V. Stefan and A. M. Prokhorov (Editors) Diamond Science and Technology Vol 1: Laser Diamond Interaction. Plasma Diamond Reactors (Stefan University Press Series on Frontiers in Science and Technology) 1999 ISBN 1-889545-23-6.
- (anglicky)V. Stefan and A. M. Prokhorov (Editors). Diamond Science and Technology Vol 2 (Stefan University Press Series on Frontiers in Science and Technology) 1999 ISBN 1-889545-24-4.